# Тіммі
Тіммі (англ. Timmy) — значний персонаж мультсеріалу South Park. Вважається одним з найсуперечливіших другорядних персонажів. У 2005 році за результатами опитування BBC був визнаний найкращим неповносправним персонажем на телебаченні.

## Задум та роль у серіалі
Образ Тіммі базується на реальній особі, яку знав у дитинстві артдиректор серіалу Адріан Бірд. У серіалі персонаж зображений як неповносправний хлопець, хворий на синдром Туретта.
Уперше Тіммі з'явився, коли мультсеріал уже завоював популярність, — у початкових серіях четвертого сезону (2000 рік). У серії «Зуб за зуб зубної феї» йому відводилася епізодична роль: за допомогою інвалідного візка Тіммі виривали зуб Кенні. Керівництво каналу Comedy Central планувало вирізати цей епізод, аби не включати прикутого до інвалідного візка до серіалу, але за наполяганням Трея Паркера та Метта Стоуна Тіммі було відведено важливе місце у серіалі, аби показати інтеграцію неповносправних дітей у суспільство. З того часу Тіммі здобув популярність серед глядачів серіалу, і йому навіть було присвячено окремий епізод («Тіммі 2000»). Під час шостого сезону Тіммі заміняв Кенні у підспіві основної музичної теми, що передує кожній серії. Проте в наступних епізодах роль Тіммі зменшилася.
Відомий вислів Тіммі «Livin' a lie» насправді не був умисно придуманим, це словосполучення випадково сказав під час одного з записів Трей Паркер.

## Образ у серіалі
Тіммі — рудоволосий хлопець, однокласник головних героїв, прикутий хворобою до інвалідного візка. Вважається, що він розумово неповноцінний. Нічого не вимовляє, крім вигуків «Тіммі!», «Livin' a lie», «Габблз!!!» (кличучи свого домашнього індика), «Джиммі!», «Лайно», фрази «Володарі пекла» (назва його рок-гурту) та іншої нісенітниці. Тіммі показаний як в цілому розумна людина, яка здатна адекватно сприймати оточуючий світ, але через вроджену ваду не здатна нормально висловлювати свої емоції.
Тіммі має дружні стосунки з більшістю учнів школи, діти не сприймають його як розумово неповноцінного, а намагаються в усьому допомагати, натомість дорослі часто сприймають його як «іншого». Тіммі й сам охоче допомагає друзям.
Про батьків Тіммі відомості відсутні, відомо лише, що вони також неповносправні.

## Критика та культурний вплив
Тіммі вважається одним з найкращих та найпопулярніших персонажів з інвалідністю в історії телебачення. Зокрема, у 2005 році за результатами опитування BBC був визнаний найкращим неповносправним персонажем на телебаченні, причому найбільшу підтримку він отримав серед неповносправних учасників голосування.
Кінокритик Джеф Шеннон у статті KRAZY KRIPPLES: South Park & Disability опублікованій в журналі для неповносправних «Нью Мобіліті» (англ. New Mobility), стверджує, що Тіммі показаний у серіалі як борець з упередженнями та руйнівник міфів щодо інвалідів. На думку Шеннона, в серіалі показано, що Тіммі міг би бути ізольованим від культурного життя в політкоректному суспільстві, однак творці серіалу намагаються ненав'язливо показати у негативному образі фобії та страхи стосовно інвалідів. Він вважає, що образ Тіммі є новаторським у сатиричному висміюванні ставлення до інвалідності та провокує глядачів на дискусію щодо місця неповносправних у культурному житті.
У 2000 році на основі пісні, яка виконувалася в епізоді «Тіммі 2000», був виданий сингл Timmy and the Lords of the Underworld, автором якого був записаний вигаданий гурт «The Lords of the Underworld» (насправді сингл виконувала група творців серіалу на чолі з Треєм Паркером).